# Palaeomolis obscurata
Palaeomolis obscurata är en fjärilsart som beskrevs av Böttcher 1905. Palaeomolis obscurata ingår i släktet Palaeomolis och familjen björnspinnare. Inga underarter finns listade i Catalogue of Life.